# Alberto Gurrola
Alberto Gurrola Castro (México; 9 de abril de 1993-25 de junio de 2022) fue un futbolista mexicano. Jugó como portero en los Cimarrones de Sonora FC, de la Segunda División de México, y era el entrenador de porteros de la selección femenil de México.

## Selección nacional
Participó en el Campeonato Mundial Sub-20 de la FIFA 2013 celebrado en Turquía.

### Participaciones en Copas Mundiales
| Mundial                               | Sede    | Resultado        |
| ------------------------------------- | ------- | ---------------- |
| Copa Mundial de Fútbol Sub-20 de 2013 | Turquía | Octavos de final |

## Trayectoria
| Club                 | País   | Año         |
| -------------------- | ------ | ----------- |
| Atlas Sub-20         | México | 2012 - 2013 |
| Lobos BUAP           | México | 2013 - 2014 |
| Cimarrones de Sonora | México | 2014 - 2015 |